# Van (nederländska)
van (vanligtvis stavat med små bokstäver) är på nederländska, inklusive flamländska och afrikaans, en preposition som uttalas fann och ungefär betyder "från".
van Rijn blir således "från Rijn" på svenska eller möjligtvis "av Rijn". Ordet används i nederländska namn på ett liknande sätt som det tyska von. Dock är inte van kopplat till adelsnamn på samma sätt som det tyska von eller det svenska av (af). 
Prepositionen förekommer i namn som härstammar från nederländsktalande områden, varför det är vanligast med dylika namn i Nederländerna, Flandern, bland boer i Sydafrika samt bland nederländska ättlingar i USA.